# عبدالعزیز کامره
عبدالعزیز کامره (انگلیسی: Abdelaziz Kamara؛ زادهٔ ۱۰ آوریل ۱۹۸۴) بازیکن فوتبال اهل فرانسه است.
از باشگاه‌هایی که در آن بازی کرده‌است می‌توان به باشگاه فوتبال سن-اتین اشاره کرد.
وی همچنین در تیم‌های ملی فوتبال زیر ۱۸ سال فرانسه و موریتانی بازی کرده‌است.